# ヴィモドローネ
ヴィモドローネ（伊: Vimodrone）は、イタリア共和国ロンバルディア州ミラノ県にある、人口約17,000人の基礎自治体（コムーネ）。

## 地理

### 位置・広がり

#### 隣接コムーネ
隣接するコムーネは以下の通り。
- チェルヌスコ・スル・ナヴィーリオ
- コローニョ・モンツェーゼ
- ミラノ
- ピオルテッロ
- セグラーテ

### 地震分類
イタリアの地震リスク階級 (it) では、3 に分類される
。

## 姉妹都市
- ベッラ、イタリア 2012年
- チッタノーヴァ、イタリア 2017年[6][7]